# 花瓶鳳凰螺
花瓶鳳凰螺（学名：Strombus mutabilis）为鳳凰螺科鳳凰螺屬下的一个种。

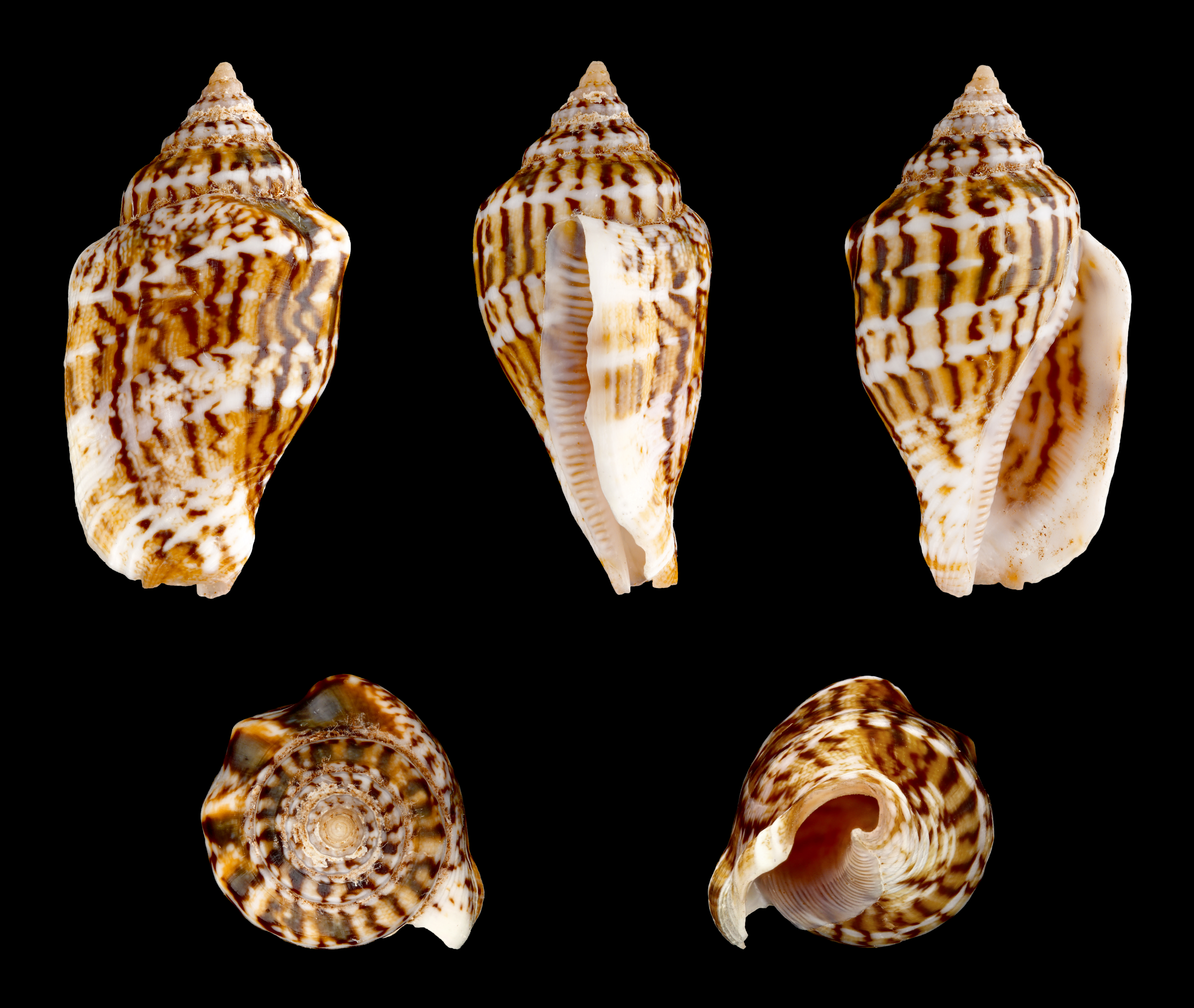
forma zebriolatus